# عمار تو
عمار تو سياسي جزائري وزير سابق للنقل في الجزائر. ولد في 1 ديسمبر 1945 بولاية تلمسان.

## المناصب التي شغلها[5]
- عضو في اللجنة المركزية لجبهة التحرير الوطني الجزائرية
- عضو في المكتب السياسي لجبهة التحرير
- نائب عن حزب جبهة التحرير (1987-1991، 2007,2012)
- وزير التعليم العالي والبحث العلمي (1997-1999)
- وزير البريد وتكنولوجيا المعلومات والاتصال (2003-2005)
- وزير الصحة(2005-2008)
- وزير النقل (2008-2013)

## كتب
- La Convertibilité commerciale du dinar (1991)
- Le Swap (1991)
- La Topographie d'une urgence (1996)
- Équilibre budgétaire/progrès social (1997)
- Le Scénario (1997)

## المتابعة القضائية في قضايا فساد
قد بدأ القضاء الجزائري منذ مايو 2019 استدعاء رجال أعمال وشخصيات كانت تشغل مناصب في أعلى هرم السلطة، للتحقيق معهم والاستماع لشهاداتهم، كما تقرّر إيداع بعض منهم السجن على غرار الملياردير يسعد ربراب والإخوة كونيناف، المقربين من الرئيس عبد العزيز بوتفليقة، وكذلك مموّل حملاته الانتخابية، رجل الأعمال الشهير علي حداد، إذ يواجه هؤلاء تهماً تتعلق بالاستفادة من امتيازات وقروض كبيرة دون ضمانات، إلى جانب إجراء تحويلات مالية مشبوهة وتهريب أموال من العملة الصعبة نحو الخارج بطرق غير قانونية.
في 27 ماي 2019، في بيان للنيابة العامة للمحكمة العليا أنه تم إحالة ملف التحقيق الابتدائي من قبل السلطة الضبطية القضائية للدرك الوطني لـ 12 مسؤولا ساميا على مستوى المحكمة العليا.
وتتضمن القائمة كل من الوزير الأول الأسبق، عبد المالك سلال، الوزير الأول السابق أحمد أويحيى، وزير النقل السابق عبد الغني زعلان، وزير النقل الأسبق عمار تو، وزير النقل الأسبق طلعي بوجمعة، وزير المالية الأسبق كريم جودي، ووزير التجارة الأسبق عمارة بن يونس، وزير الفلاحة السابق عبد القادر بوعزقي، وزير النقل السابق عمار غول، وزير الصناعة الأسبق، عبد السلام بوشوارب، والي العاصمة السابق عبد القادر زوخ، والي ولاية البيض خنفار محمد جمال.